# Domokos Eszter
Domokos Eszter, családi nevén Deutsch Vera (Csíksomlyó, 1941. január 4. – Budapest, 1994. május 7.) magyar író, újságíró, rendező.

## Életútja
Nagyváradon érettségizett, Kolozsvárt végezte a magyar nyelv és irodalom szakot. 1965-től 1971-ig, majd 1974-től újra a nagyváradi bábszínház rendezője, közben az Ifjúmunkás szerkesztője, riportere (1971–74).
Írásait a Korunk, Utunk, Dolgozó Nő, Fáklya közölte. Novellái Szárnyas bokával... címmel kötetben is megjelentek (Panek Zoltán bevezetőjével, Forrás, 1967); bennük a kortárs fiatalokról szóló eredeti mondandójához kereste a megfelelő művészi formát. Később Smink címen újabb elbeszéléseit, karcolatait adta közre (Bukarest, 1981). Cserépmadár, mesék, karcolatok című kötete 1987-ben jelent meg (Bukarest), újra kiadták Szekszárdon 1989-ben.
Műfordítással is foglalkozott, köztük: G. V. Rogoz: Meg ne tudja Aladdin!, mesék Rácz Aladárral, Bukarest, 1985.
1988-ban áttelepült Magyarországra, s a Tolna Megyei Népújság munkatársa lett.